# Fotogramas de Plata 2006
La 57a cerimònia de lliurament dels Fotogramas de Plata 2006, lliurats per la revista espanyola especialitzada en cinema Fotogramas, va tenir lloc el 6 de març de 2007 a la discoteca Joy Eslava de Madrid. Fou presentada per Anabel Alonso.

## Candidatures

### Millor pel·lícula espanyola
| Pel·lícula                    | Director                           | Resultat   |
| ----------------------------- | ---------------------------------- | ---------- |
| El laberinto del fauno Volver | Guillermo del Toro Pedro Almodóvar | Guanyadora |

### Millor pel·lícula estrangera
| Pel·lícula | Director                    | Resultat   |
| ---------- | --------------------------- | ---------- |
| Babel      | Alejandro González Iñárritu | Guanyadora |

### Tota una vida
| Intèrpret               | Resultat   |
| ----------------------- | ---------- |
| José Luis López Vázquez | Guanyadora |

### Millor actriu de cinema
| actriu        | Pel·lícula             | Resultat   |
| ------------- | ---------------------- | ---------- |
| Penélope Cruz | Volver                 | Guanyadora |
| Carmen Maura  | Volver                 | Candidata  |
| Maribel Verdú | El laberinto del fauno | Candidata  |

### Millor actor de cinema
| Actor               | Pel·lícula             | Resultat  |
| ------------------- | ---------------------- | --------- |
| Daniel Brühl        | Salvador (Puig Antich) | Candidat  |
| Juan Diego          | Vete de mí             | Guanyador |
| Sergi López i Ayats | El laberinto del fauno | Candidat  |

### Millor actor de televisió
| Actor        | Sèrie de televisió  | Resultat  |
| ------------ | ------------------- | --------- |
| Paco León    | Aída                | Candidat  |
| Hugo Silva   | Los hombres de Paco | Candidat  |
| Arturo Valls | Camera Café         | Guanyador |

### Millor actriu de televisió
| Actriu           | Sèrie de televisió | Resultat   |
| ---------------- | ------------------ | ---------- |
| Chiqui Fernández | Mujeres            | Guanyadora |
| Carmen Machi     | Aída               | Candidata  |
| Ruth Núñez       | Yo soy Bea         | Candidata  |

### Millor actriu de teatre
| Actriu         | Muntatge | Resultat   |
| -------------- | -------- | ---------- |
| Teté Delgado   | Gorda    | Candidata  |
| Marisa Paredes | Hamlet   | Guanyadora |
| Nathalie Poza  | Hamelin  | Candidata  |

### Millor actor de teatre
| Actor/Companyia  | Muntatge                  | Resultat |
| ---------------- | ------------------------- | -------- |
| Eduard Fernández | Hamlet                    | Ganador  |
| José Mota        | Los productores           | Candidat |
| Josep Maria Pou  | La cabra o qui és Sylvia? | Candidat |